# هنري مور (لاعب كرة قدم أمريكية)
هنري مور (بالإنجليزية: Henry Moore)‏ هو لاعب كرة قدم أمريكية أمريكي، ولد في 3 أبريل 1934 في ليتل روك في الولايات المتحدة.

## وصلات خارجية
- هنري مور على موقع مرجع كرة القدم المحترفة.كوم (الإنجليزية)